# Evangelisch-Lutherisches Dekanat Markt Einersheim
Das Evangelisch-Lutherische Dekanat Markt Einersheim ist eines der 18 Dekanate des Kirchenkreises Ansbach-Würzburg. Amtierender Dekan ist seit Januar 2016 Ivo Huber.

## Geografie
Der Bezirk liegt an den südlichen Ausläufern des Steigerwaldes. Politisch liegt er überwiegend im Landkreis Neustadt an der Aisch-Bad Windsheim. Im Westen wird der Landkreis Kitzingen und im Nordosten der Landkreis Erlangen-Höchstadt berührt.

## Geschichte
Die Kirchengeschichte der Gemeinden reicht zum Teil bis in die Reformationszeit zurück. Altershausen, Burghaslach, Kleinweisach, Pretzdorf im Kondominat mit v. Rieter und Ziegenbach lagen in der Grafschaft Castell und wurden um 1546 evangelisch. Die Marktgemeinde Einersheim und die Orte Hellmitzheim und Possenheim gehörten zur Grafschaft Limpurg-Speckfeld. Dort wurde die evangelische Lehre zwischen 1540 und 1555 eingeführt. Oberlaimbach war ein Kondominat zwischen Castell und Limpurg-Speckfeld. Dornheim, Herrnsheim und Hüttenheim wurden unter der Herrschaft der Seinsheimer um 1528 evangelisch. Die evangelische Grafschaft Schwarzenberg fiel 1588 durch Aussterben an die katholische Linie. In der Gegenreformation im März 1627 wurde die Pfarreien wieder katholisch. Die Bevölkerung blieb größtenteils evangelisch. Dornheim wurde von Hellmitzheim karitativ mitbetreut. In der schwarzenbergischen Gemeinde Bullenheim wurde 1664 ein Simultaneum eingeführt. Der Markt Nordheim und Unterlaimbach sind ehemals Seinsheimer bzw. Schwarzenbergische Orte, die nach der Reformation 1528 evangelisch blieben. Krassolzheim wurde gemeinschaftlich von Seinsheim (2/3) und dem Schenken zu Limpurg (1/3) regiert und um 1530 evangelisch. In Ezelheim führte der Freiherr von Seckendorff-Aberdar um 1530 die Reformation ein. Ippesheim wurde unter den von Lichtenstein um 1530 evangelisch. In Kirchrimbach führten die Herren von Vestenberg die Reformation ein. In Obersteinbach und Taschendorf waren zur Reformationszeit die Herren von Eyb die Landesherren. Taschendorf wurde um 1550 evangelisch. In Nenzenheim hielt um 1535 unter den Herren von Hutten die evangelische Lehre Einzug. Mönchsondheim war zwischen dem Landesherrn, dem Hochstift Würzburg und dem Hochgerichtsherrn, dem Grafen von Limpurg-Speckfeld, strittig. 1553 konnte sich die evangelische Lehre durchsetzen. Erst ab dem Augsburger Religionsfrieden wurde dem Landesherrn das ius reformandi zugesprochen. Welche Rechte man besitzen musste, um als Landesherr zu gelten, war allerdings nicht genau umrissen. Im Westfälischen Frieden wurde erklärt, dass weder die bloße Hochgerichtsbarkeit oder das Patronatsrecht allein das Reformationsrecht begründeten. So wurde jeweils in Einzelfällen entschieden. Die Hochgerichtsbarkeit war für die Entwicklung des evangelischen Kirchenwesens insofern wichtig, als die Verurteilung nach Ketzerrecht, wie es Luther widerfuhr, hochgerichtliche Maßnahmen zur Folge haben oder aber auch ungeahndet bleiben konnte. Schornweisach gehörte zum Markgraftum Brandenburg-Bayreuth und wurde 1528 evangelisch. Stierhöfstetten lag im Territorium des Markgraftum Brandenburg-Ansbach. Die Reformation wurde dort um 1530 eingeführt.
Nach dem Übergang des Gebiets an das Königreich Bayern wurde am 7. Dezember 1810 das Dekanat Markt Einersheim errichtet. 1969 fielen die Gemeinden des aufgelösten Dekanats Burghaslach an das Dekanat Markt Einersheim.
Zum 1. Januar 2020 haben sich die Kirchengemeinden Sugenheim und Neundorf (bisher Dekanat Neustadt/Aisch), die Kirchengemeinden Krautostheim, Ingolstadt und Deutenheim (bisher Dekanat Bad Windsheim) sowie die Kirchengemeinden Markt Nordheim, Krassolzheim und Ezelheim (bisher Dekanat Markt Einersheim) zur Pfarrei Ehegrund zusammengeschlossen. Die neue Pfarrei gehört zum Dekanat Markt Einersheim.

## Kirchengemeinden
Zum Dekanatsbezirk Markt Einersheim gehören 11 Pfarreien und 30 Gemeinden. Im Folgenden sind die Pfarreien, die Kirchengemeinden sowie deren Kirchengebäude aufgeführt:
- Pfarrei Burghaslach

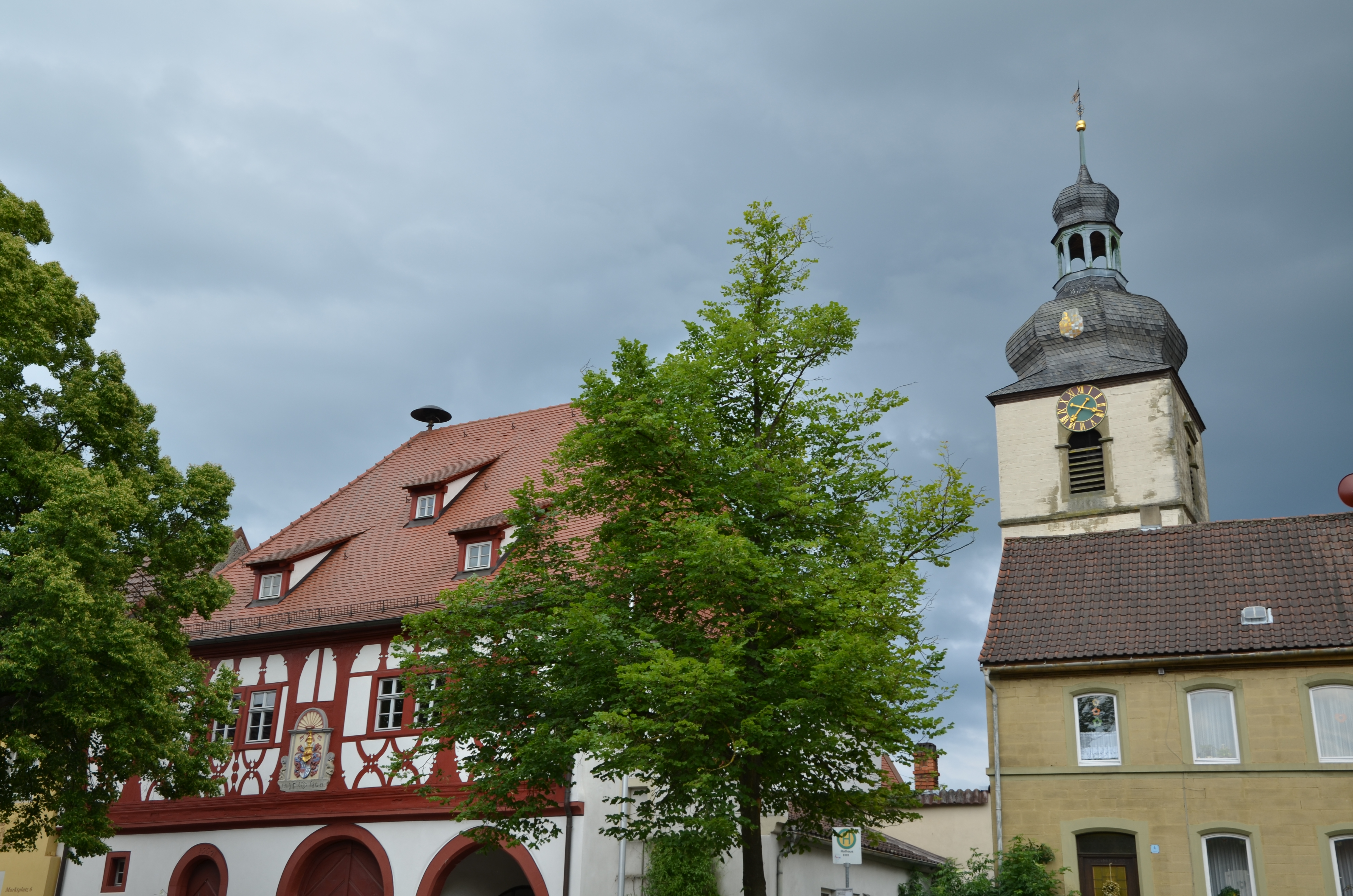
Rathaus und Kirche in Markt Einersheim

  - Kirchengemeinde Burghaslach, St. Ägidius
- Pfarrei Hellmitzheim
  - Kirchengemeinde Hellmitzheim, evangelische Kirche
  - Kirchengemeinde Dornheim, evangelische Kirche ohne Patrozinium
  - Kirchengemeinde Stierhöfstetten, St. Sixtus (9.–12. Jahrhundert)
  - Kirchengemeinde Prühl, evangelische Kirche (1854/55)
- Pfarrei Kleinweisach
  - Kirchengemeinde Kleinweisach, St. Maria (Marienaltar von 1510)
  - Kirchengemeinde Pretzdorf, St. Katharina (1486)
  - Kirchengemeinde Altershausen, St. Michael
- Pfarrei Kirchrimbach
  - Kirchengemeinde Kirchrimbach, St. Mauritius (um 1336) und Christuskirche (1903)
  - Kirchengemeinde Obersteinbach, St. Rochus
  - Kirchengemeinde Hohnsberg, St. Michael
- Pfarrei Oberlaimbach-Markt Bibart-Unterlaimbach
  - Kirchengemeinde Oberlaimbach, St. Peter und Paul
  - Kirchengemeinde Markt Bibart, Christuskirche (1966)
  - Kirchengemeinde Unterlaimbach, St. Veit
  - Kirchengemeinde Ziegenbach, evangelische Kirche
- Pfarrei Markt Einersheim
  - Kirchengemeinde Markt Einersheim, St. Matthäus
  - Kirchengemeinde Possenheim, evangelische Kirche
  - Kirchengemeinde Mönchsondheim, St. Bonifatius, Friedhofskapelle
- Pfarrei Ehegrund
  - Kirchengemeinde Sugenheim, St. Erhard
  - Kirchengemeinde Neundorf, evangelische Kirche
  - Kirchengemeinde Markt Nordheim, St. Georg
  - Kirchengemeinde Ezelheim, St. Leonhard
  - Kirchengemeinde Krassolzheim, St. Nikolaus
  - Kirchengemeinde Krautostheim, St. Johannes
  - Kirchengemeinde Ingolstadt, Friedenskirche
  - Kirchengemeinde Deutenheim, St. Mauritius
- Pfarrei Markt Taschendorf-Gleißenberg
  - Kirchengemeinde Markt Taschendorf, St. Johannes der Täufer
  - Kirchengemeinde Gleißenberg, St. Jakobus
- Pfarrei Am Tannenberg
  - Kirchengemeinde Nenzenheim, evangelische Pfarrkirche
  - Kirchengemeinde Hüttenheim in Bayern, St. Johannes
  - Kirchengemeinde Markt Herrnsheim, St. Martin
- Pfarrei Schnodsenbach-Scheinfeld
  - Kirchengemeinde Schnodsenbach, St. Michael
  - Kirchengemeinde Scheinfeld, evangelische Kirche
- Pfarrei Schornweisach-Vestenbergsgreuth
  - Kirchengemeinde Schornweisach, St. Roswinda
  - Kirchengemeinde Vestenbergsgreuth, Christuskirche (1959)